# Sommer-Paralympics 2012/Teilnehmer (Ägypten)
| stlisierte Goldmedaille | stlisierte Silbermedaille | stlisierte Bronzemedaille |
| ----------------------- | ------------------------- | ------------------------- |
| 4                       | 4                         | 7                         |

Ägypten entsendete zu den Paralympischen Sommerspielen 2012 in London eine aus 40 Sportlern bestehende Mannschaft.

## Teilnehmer nach Sportart

### Leichtathletik
Männer
- Ibrahim Ahmed Abdelwareth
- Metawa Abouelkhir
- Ibrahim Ibrahim
- Mostafa Fathalla Mohamed
- Mohamed Mohamed Ramadan
- Raed Salem

### Powerlifting (Bankdrücken)
Frauen:
- Gihan Abdelaziz
- Heba Ahmed
- Amany Ali
- Gihan Abdelaziz
- Amal Mahmoud
- Randa Mahmoud
- Fatma Omar
- Zeinab Oteify

Männer:
- Hany Abdelhady
- Taha Abdelmagid
- Mohamed Eldib
- Mohamed Elelfat
- Shaaban Ibrahim
- Metwaly Mathana
- Sherif Othman
- Mohamed Sabet

### Sitzvolleyball
Männer
- Yasser Saad Abd El Wahab Hassan
- Ashraf Zaghloul Abdel Aziz
- Hesham Abdelmaksod
- Abdel Nabi Ahmed Abdel Latif
- Taher Adel Elbahaey
- Mohamed Ezzeldin Mohamed
- Ahmed Mohammed Fadl
- Mohamed Ibrahim
- Tamer Morgan Khalil
- Ahmed Mohammed Soliman Khamis
- Elsayed Moussa Saad

### Tischtennis
Frauen:
- Fadia Ahmed
- Angham Maghraby
- Eman Mahmoud
- Faiza Mahmoud

Männer:
- Abdelrahman Abdelwahab
- Ehab Fetir
- Sameh Saleh
- Sayed Youssef